# Whitcomb Ridge
Whitcomb Ridge ist ein hoher und vereister Gebirgskamm im ostantarktischen Viktorialand. In der Mountaineer Range ragt er 10 km südöstlich des Mount Supernal an der Südseite des Kopfendes des Gair-Gletschers auf.
Der United States Geological Survey kartierte ihn anhand eigener Vermessungen und Luftaufnahmen der United States Navy aus den Jahren von 1960 bis 1964. Das Advisory Committee on Antarctic Names benannte ihn im Jahr 1969 nach Jean P. Whitcomb, Strahlenforscher auf der McMurdo Station in zwei aufeinanderfolgenden antarktischen Sommerkampagnen zwischen 1965 und 1967.